# Noordeloos

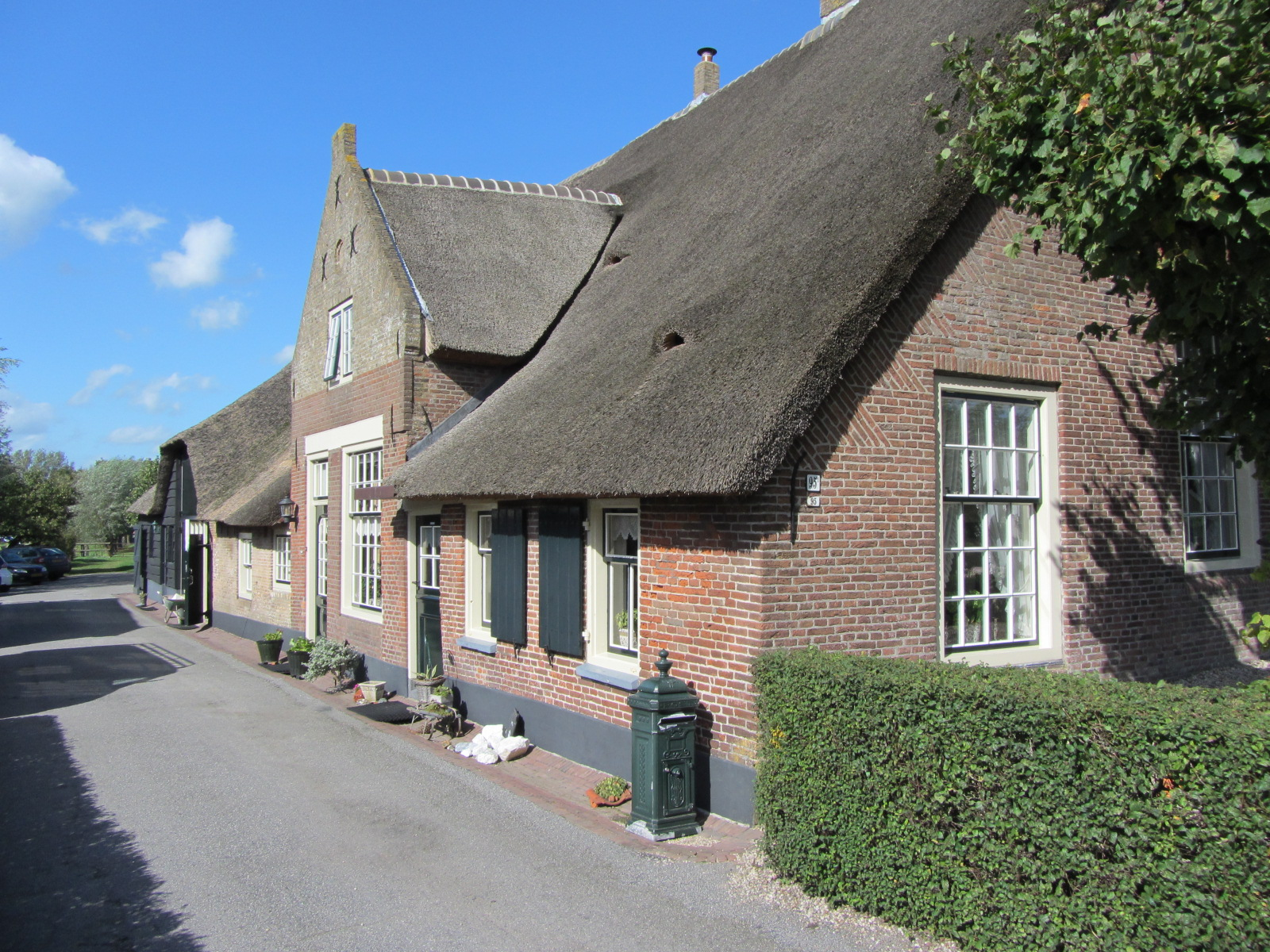
Edificio storico a Noordeloos

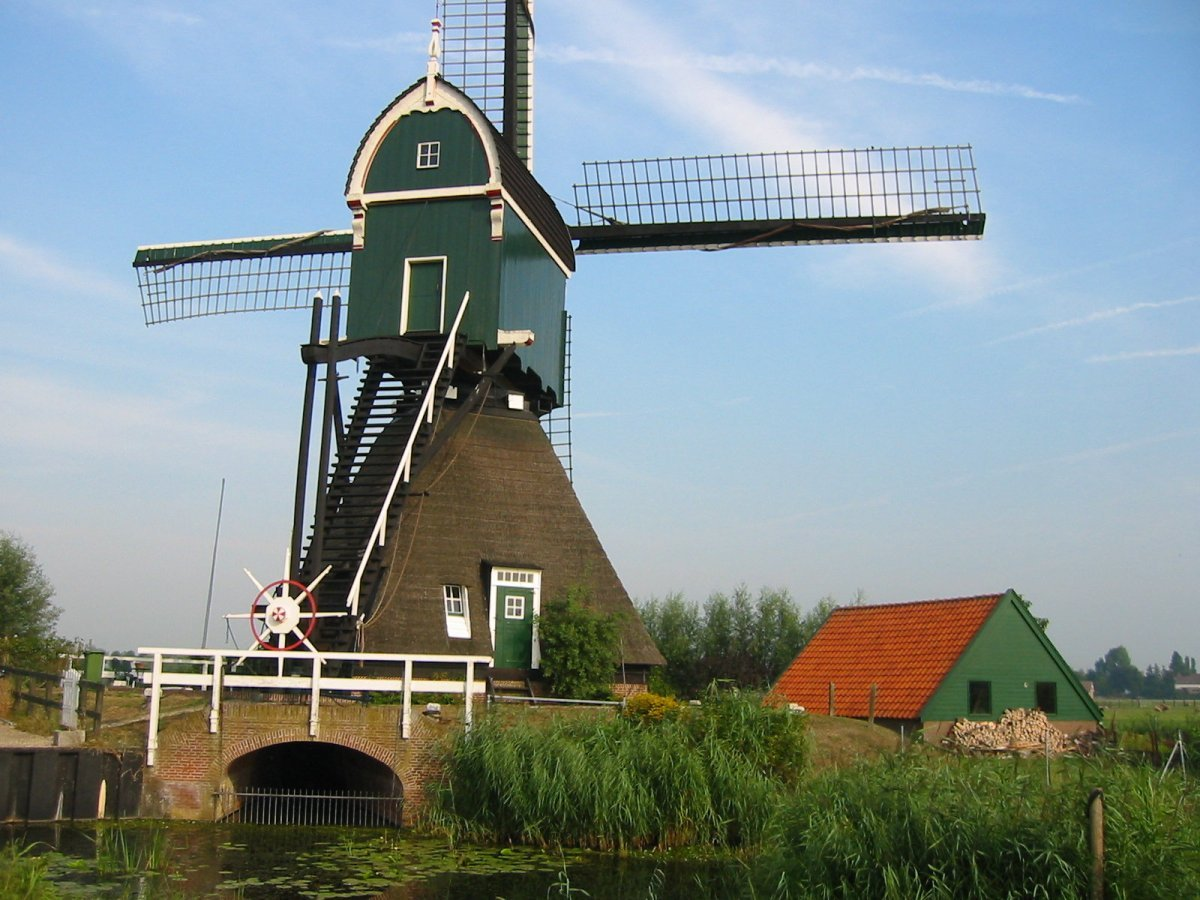
Noordeloos: il mulino di Botersloot (Boterslootse Molen)

Noordeloos è un villaggio (dorp) di circa 1700-1800 abitanti del sud-ovest dei Paesi Bassi, facente parte della provincia della Olanda Meridionale (Zuid-Holland) e situato nella regione dell'Alblasserwaard. Dal punto di vista amministrativo, si tratta di un ex-comune, dal 1986 accorpato alla municipalità di Giessenlanden, comune a sua volta inglobato nel 2019 nella nuova municipalità di Molenlanden, mentre anticamente era una signoria.

## Geografia fisica
Il villaggio di Noordeloos si trova tra il corso del fiume Lek e il corso del fiume Boven Merwede (rispettivamente a sud del primo e a nord del secondo) e ad ovest del corso del Merwedekanaal ed è situato ad ovest/sud-ovest di Meerkerk e tra i villaggi di Goudriaan e Nieuwkerk (rispettivamente ad est del primo e ad ovest del secondo).

## Origini del nome
Il toponimo Noordeloos, attestato in questa forma dal 1514 e anticamente come Noordeloes, è formato dai termini loos, che significa "corso d'acqua", e noord, che significa "nord", "settentrionale".

## Storia

### Dalle origini ai giorni nostri
Noordeloos sarebbe stata fondata nel 1025 da Jacob van Arkel.
Nel corso del Medioevo, Noordeloos era un'importante signoria e vi si ergeva un castello (demolito nel 1968). Il primo signore di Noordeloos di cui si abbia conoscenza fu Arnoud van Arkel, menzionato nel 1293.
I Van Arkel controllarono la signoria di Noordeloos fino al 1412. In seguito, la signoria di Noordeloos fu controllata da vari casati, tra cui i Brederodes (dal 1611) e i Van Barnevelts, che acquisirono il castello di Noordeloos nel 1716 e che controllarono la signoria fino al 1829.

### Simboli
Lo stemma di Noordeloos si blasona d'argento a due fasce di rosso. È stato approvato ufficialmente il 24 luglio 1816 anche se il suo utilizzo è attestato già nel XVIII secolo, e deriva da quello della famiglia van Arkel che era d'argento a due fasce contromerlate di rosso.

## Monumenti e luoghi d'interesse
Noordeloos vanta 15 edifici classificati come rijksmonumenten e 42 edifici classificati come gemeentelijke monumenten. La parte più antica del centro abitato di Noordeloos è stata dichiarata area monumentale protetta.

### Architetture religiose

#### Hervormde Kerk
Tra i principali edifici religiosi di Noordeloos, figura la Hervormde Kerk, situata al n. 11 della Kerkstraat: originariamente dedicata a san Bonifacio, fu eretta nel XV secolo e ampliata nel XVIII secolo (navata) e nel 1877 (campanile).

#### Gereformeerde Kerk
Altro edificio storico religioso di Noordeloos è la Gereformeerde Kerk (chiesa riformata), situata al n. 12 della Botersloot e costruita nel 1893 su progetto dell'architetto J. Duym.

### Architetture civili

#### Mulino di Bootersloot
Altro edificio storico di Noordeloos è il mulino di Botersloot (Boterslootse Molen), un mulino a vento risalente al 1837.

## Società

### Evoluzione demografica
Al censimento del 2019, Noordeloos contava una popolazione pari a 1 775 abitanti.
La popolazione al di sotto dei 26 anni era pari a 575 unità (di cui 295 erano i ragazzi e i bambini al di sotto dei 16 anni), mentre la popolazione dai 65 anni in su era pari a 305 unità.
La località ha conosciuto un incremento demografico rispetto al 2018, quando contava una popolazione pari a 1 762 unità (dato però in calo rispetto al 2017 e al 2016, quando Noordeloos contava rispettivamente 1777 e 1 793 abitanti).

## Geografia antropica

### Suddivisioni amministrative
Buurtschappen
- Den Dool
- Minkeloos (in parte)
- Overslingeland